# Proagonistes seyrigi
Proagonistes seyrigi är en tvåvingeart som beskrevs av Timon-david 1951. Proagonistes seyrigi ingår i släktet Proagonistes och familjen rovflugor.
Artens utbredningsområde är Madagaskar. Inga underarter finns listade i Catalogue of Life.